# 小代疃遗址
小代疃遗址，位于山东省日照市岚山区小后村乡小代疃村，是中华人民共和国山东省文物保护单位之一。
1992年6月12日，授予山东省文物保护单位，是一座古遗址。